# Động đất Hoa Liên 2019
Động đất Hoa Liên 2019 (tiếng Trung: 418花蓮地震) là trận động đất xảy ra vào lúc 13:01:06 (NST), ngày 18 tháng 4 năm 2019. Trận động đất có cường độ 6,1 Mw, tâm chấn độ sâu khoảng 18,8 km. Hậu quả trận động đất đã làm 1 người chết, 16 người bị thương.